# Cazzi Opeia
Moa Anna Maria Carlebecker (Eksjö, Suecia, 10 de noviembre de 1988), más conocida por su nombre artístico Cazzi Opeia, es una cantante, DJ y compositora sueca.

## Primeros años
Moa Anna 'Cazzi Opeia' Carlebecker nació en Eksjö, en la parte sur de Suecia y creció viajando por Europa y Estados Unidos junto a su familia. Es prima del presentador Gry Forssell. El nombre Cazzi Opeia proviene de la constelación estelar Casiopea.

## Carrera
Participó en la sexta temporada del programa sueco Idol en 2009. Llegó a las semifinales donde fue derrotada por Mariette Hansson y Erika Selin.
Fue descubierta por el productor Billy Mann y la compañía discográfica Macho Records, quienes anteriormente trabajaron con Pink, Cher y Jessica Simpson. Su primer sencillo, «I Belong To You», se convirtió en un éxito cuando el artista DJ Tiësto tomó el remix en su disco Club Life: Volume One (Las Vegas), lo que le dio a Cazzi Opeia un nombre a nivel mundial. También ha sido elogiada por su estilo y música por el célebre bloguero Perez Hilton en relación con su versión dubstep de la exitosa canción de Lady Gaga, «Judas».
En 2016, Carlebecker firmó un acuerdo de publicación mundial exclusivo con EKKO Music Rights Europe. También firmó un contrato discográfico mundial exclusivo con Superior Recordings con licencia de Cosmos Music Group & The Orchard en 2017. Luego lanzó el sencillo «Batman & Robin» junto con Jin X Jin.
El 5 de mayo de 2017, Cazzi Opeia apareció en la pista del artista 528 titulada «Meat». La pista fue lanzada por el sello discográfico independiente Hurdy Gurdy Noise. 
El sencillo de Carlebecker «Wild Ones» fue lanzado por Superior Recordings / Cosmos Music el 1 de diciembre de 2017, que contó además con su versión instrumental. Junto con el lanzamiento de la canción, Cazzi Opeia se asoció con la Corporación Espacial Sueca y retransmitió su sencillo al espacio, más concretamente en dirección a la constelación de Casiopea.
El sencillo «Rich» de Carlebecker fue lanzado por Superior Recordings / Cosmos Music el 16 de noviembre de 2018.
Carlebecker compitió en el Melodifestivalen 2022 con la canción «I Can't Get Enough». Además actuó en el Heat 3 el 19 de febrero de 2022, clasificándose para la semifinal el 5 de marzo, desde donde se clasificó para la final el 12 de marzo de 2022, donde terminó novena.

## Discografía

### Como artista principal

#### EPs
- 2011: Oxygen
- 2017: Batman & Robin (remixes)

#### Álbumes sencillos
- 2010: «I Belong To You»
- 2011: «My Heart in 2»
- 2013: «With You»
- 2015: «Here We Go Again»
- 2015: «Here We Go Again» (Gentech remix)
- 2016: «Here She Comes»
- 2017: «Batman & Robin»
- 2017: «Wild Ones»
- 2018: «Wild Ones» (remixes)
- 2018: «Rich»
- 2022: «I Can't Get Enough»
- 2022: «You're My Sunshine»
- 2023: «Taste of Heaven»
- 2024: «Give My Heart a Break»

### Como compositora
| Año  | Canción                           | Artista                     | Álbum                                  |
| ---- | --------------------------------- | --------------------------- | -------------------------------------- |
| 2017 | «Someone Like Me»                 | Twice                       | Signal                                 |
| 2017 | «24/7»                            | Twice                       | Twicetagram                            |
| 2017 | «Peek-A-Boo»                      | Red Velvet                  | Perfect Velvet                         |
| 2017 | «Smalltalk»                       | Djamila                     | Girl                                   |
| 2017 | «Alien»                           | Eva & Manu                  | Alien                                  |
| 2017 | «Moondance»                       | B.A.P                       | Massive                                |
| 2018 | «Stilettos On»                    | Gabriel Fontana             | Stilettos On                           |
| 2018 | «You & I»                         | Shinee                      | The Story of Light                     |
| 2018 | «Punk Right Now»                  | DJ Hyo                      | Punk Right Now                         |
| 2018 | «Dance the Night Away»            | Twice                       | Summer Nights                          |
| 2018 | «Blue Lemonade»                   | Red Velvet                  | Summer Magic                           |
| 2018 | «Power Up»                        | Red Velvet                  | Summer Magic                           |
| 2018 | «Drippin»                         | NCT Dream                   | We Go Up                               |
| 2019 | «Blue Orangeade»                  | TXT                         | The Dream Chapter: Star                |
| 2019 | «Sunny Side Up!»                  | Red Velvet                  | The ReVe Festival: Day 1               |
| 2019 | «Goblin»                          | Sulli                       | Goblin                                 |
| 2019 | «Badster»                         | DJ Hyo                      | Deep                                   |
| 2019 | «119»                             | NCT Dream                   | We Boom                                |
| 2019 | «Icy»                             | Itzy                        | It'z Icy                               |
| 2019 | «Black Hole»                      | GWSN                        | THE PARK IN THE NIGHT part three       |
| 2019 | «Psycho»                          | Red Velvet                  | The ReVe Festival: Finale              |
| 2019 | «Milkshake»                       | Red Velvet                  | The ReVe Festival: Finale              |
| 2019 | «In & Out»                        | Red Velvet                  | The ReVe Festival: Finale              |
| 2019 | «Big Loop»                        | Louam                       | Wreckless Love                         |
| 2019 | «HOT»                             | Twice                       | Fancy You                              |
| 2019 | «Lipstick»                        | Eva Parmakova               | Lipstick                               |
| 2019 | «I Still Want You»                | DJ Antoine                  | 2019 Megamix                           |
| 2020 | «Jackpot»                         | ELRIS                       | Jackpot                                |
| 2020 | «Given-Taken»                     | Enhypen                     | Border: Day One                        |
| 2020 | «Wishlist»                        | TXT                         | Minisode 1: Blue Hour                  |
| 2020 | «MU DAI RO»                       | NCT Dream                   |                                        |
| 2020 | «Kitty Run»                       | AleXa                       | Do Or Die                              |
| 2020 | «Do Or Die»                       | AleXa                       | Do Or Die                              |
| 2020 | «A.I Trooper»                     | AleXa                       | Do Or Die                              |
| 2020 | «Surf»                            | Itzy                        | Not Shy                                |
| 2020 | «Be In Love»                      | Itzy                        | Not Shy                                |
| 2020 | «Unbreakable»                     | WayV                        | Awaken the World                       |
| 2020 | «Photo»                           | Verivery                    | Face Me                                |
| 2020 | «Queen»                           | Twice                       | Eyes Wide Open                         |
| 2020 | «Shot Clock»                      | Twice                       | Eyes Wide Open                         |
| 2020 | «Break Your Rules»                | The Boyz                    | Reveal                                 |
| 2020 | «Go Home, huh?»                   | Emma Wu                     |                                        |
| 2020 | «We Are Bulletproof: The Eternal» | BTS                         | Map of the Soul: 7                     |
| 2020 | «Unbreakable»                     | WayV                        | Awaken The World                       |
| 2020 | «I&credible»                      | I-Land                      | I-LAND Part.1 Final Song               |
| 2020 | «Mago»                            | GFriend                     | 回: Walpurgis Night                    |
| 2021 | «Tennis (0:0)»                    | Itzy                        | Guess Who                              |
| 2021 | «Fever»                           | Enhypen                     | Border: Carnival                       |
| 2021 | «Mixed Up»                        | Enhypen                     | Border: Carnival                       |
| 2021 | «Holiday Party»                   | Weeekly                     | Play Game: Holiday                     |
| 2021 | «Secret Secret»                   | Stray Kids                  | Noeasy                                 |
| 2021 | «LO$ER=LOVER»                     | TXT                         | The Chaos Chapter: Fight or Escape     |
| 2021 | «Queendom»                        | Red Velvet                  | Queendom                               |
| 2021 | «Pose»                            | Red Velvet                  | Queendom                               |
| 2021 | «Knock on Wood»                   | Red Velvet                  | Queendom                               |
| 2021 | «Underdog»                        | Verivery                    | Series ‘O’ Round 2: Hole               |
| 2021 | «Tamed-Dashed»                    | Enhypen                     | Dimension: Dilemma                     |
| 2021 | «Flipp!ng A Coin»                 | Billlie                     | The Billage of Perception: Chapter One |
| 2021 | «Gimme Gimme»                     | NCT 127                     | Loveholic                              |
| 2021 | «Hi Don't Cry»                    | Dwin, Lucky Luke & NOTSOBAD |                                        |
| 2021 | «Xtra»                            | AleXa                       | ReviveR                                |
| 2021 | «Good Time»                       | WayV                        | Kick Back                              |
| 2021 | «1+1 (One + One)»                 | Pentagon                    | Love or Take                           |
| 2021 | «Get Out Of My Face»              | Cryptid TV-show             |                                        |
| 2021 | «Be Honest»                       | Loona                       | [&]                                    |
| 2021 | «Flip A Coin»                     | Victon                      | Voice: The Future Is Now               |
| 2021 | «Keep Your Head Up»               | Cherry Bullet               | Cherry Rush                            |
| 2021 | «Getcha»                          | Magicour                    | Getcha                                 |
| 2021 | «Diggity»                         | NCT Dream                   | Hot Sauce                              |
| 2021 | «Melody»                          | Girls' Generation-Oh!GG     | 2021 Winter SM Town: SMCU Express      |
| 2022 | «Blessed-Cursed»                  | Enhypen                     | Dimension: Answer                      |
| 2022 | «Tattoo»                          | AleXa                       | Tattoo                                 |
| 2022 | «Murder On The Dancefloor»        | Ailee                       | I'm Lovin' Amy                         |
| 2022 | «525»                             | Ailee                       | I'm Lovin' Amy                         |
| 2022 | «Yummy Yummy Love»                | Momoland                    |                                        |
| 2022 | «TNT (Truth & Trust)»             | Trendz                      | BLUE SET Chapter 1. TRACKS             |
| 2022 | «Wonderland»                      | AleXa                       | Wonderland                             |
| 2022 | «The Great Mermaid»               | Le Sserafim                 | Fearless                               |
| 2022 | «Thursday's Child Has Far To Go»  | Tomorrow X Together         | Minisode 2: Thursday's Child           |
| 2022 | «Love Shhh!»                      | Jo Yu-ri                    | Op.22 Y-Waltz: in Major                |
| 2022 | «No Celestial»                    | Le Sserafim                 | Antifragile                            |
| 2023 | «Spicy»                           | Aespa                       | My World                               |
| 2023 | «Salty & Sweet»                   | Aespa                       | My World                               |
| 2023 | «Hot Air Balloon»                 | Aespa                       | Drama                                  |
| 2023 | «Sugar Rush Ride»                 | Tomorrow X Together         | The Name Chapter: Temptation           |
| 2023 | «Farewell, Neverland»             | Tomorrow X Together         | The Name Chapter: Temptation           |
| 2023 | «Tattoo»                          | Loreen                      |                                        |
| 2023 | «I Do! Do You?»                   | Kep1er                      |                                        |
| 2023 | «Chill Kill»                      | Red Velvet                  | Chill Kill                             |
| 2023 | «Knock Knock (Who's There?)»      | Red Velvet                  | Chill Kill                             |
| 2023 | «Will I Ever See You Again?»      | Red Velvet                  | Chill Kill                             |
| 2023 | «Nightmare»                       | Red Velvet                  | Chill Kill                             |
| 2023 | «One Kiss»                        | Red Velvet                  | Chill Kill                             |
| 2023 | «Bulldozer»                       | Red Velvet                  | Chill Kill                             |
| 2024 | «Effortless»                      | Jacqline                    |                                        |
| 2024 | «Licorice»                        | Aespa                       | Armageddon                             |
| 2024 | «Bahama»                          | Aespa                       | Armageddon                             |
| 2024 | «Sunflower»                       | Red Velvet                  | Cosmic                                 |
| 2024 | «Take A Chance»                   | fromis_9                    | Supersonic                             |